# Robert van Mackelenberg
Robert van Mackelenberg (Deventer, 4 gennaio 1947) è un attore australiano.
È noto in Italia per aver interpretato il prof. Tesslar nella serie televisiva per ragazzi Geni per caso.

## Biografia
Nel 1975, impersona Nico nel film drammatico The Olive Tree. Nel 1993 è nel cast di Love in Limbo, dove interpreta il dirigente scolastico. Nel 2001, lo ritroviamo in The bank - Il nemico pubblico n. 1, nel ruolo del presidente. Nel 2010, ritorna sul grande schermo con il film Nights in the Gardens of Spain, impersonando Jack.
Nel mondo della televisione, durante gli anni ottanta, compare nelle serie televisive Bellamy e Prisoner. Tra il 1993 ed il 1994, recita in Ship to Shore. Nel 1997, appare nel dodicesimo episodio di The Gift. Nel 2000, è nel film TV Halifax f.p: A Person of Interest, sotto il ruolo del dott. David King. Nel 2002, recita in The Secret Life of Us e nel primo episodio di MDA. Nel 2004, interpreta il prof. Tesslar nella serie TV Geni per caso, vincitrice dell'AFI Awards come "Miglior serie televisiva per ragazzi".

## Filmografia
- The Olive Tree, regia di Edgar Metcalfe (1975)
- Bellamy – serie TV, episodio 1x16 (1981)
- Prisoner – serie TV, episodi 1x400 1x402 (1983)
- Love in Limbo, regia di David Elfick (1993)
- Ship to Shore – serie TV, episodi 1x14 2x05 2x07 (1993-1994)
- The Gift – serie TV, episodi 1x12 (1997)
- Halifax (Halifax f.p.) – serie TV (2000)
- The bank - Il nemico pubblico n. 1 (The Bank), regia di Robert Connolly (2001)
- The Secret Life of Us – serie TV, episodio 2x09 (2002)
- MDA – serie TV, episodio 1x01 (2002)
- Geni per caso (Wicked Science) – serie TV (2004)
- Nights in the Gardens of Spain, regia di Katie Wolfe (2010)
- Australia on Trial - serie TV, episodio 1x01 (2012)
- The Doctor Blake Mysteries - serie TV, episodio 4x02 (2016)